# Ectobius corsorum
Ectobius corsorum är en kackerlacksart som beskrevs av Willy Adolf Theodor Ramme 1923. Ectobius corsorum ingår i släktet Ectobius och familjen småkackerlackor. Inga underarter finns listade i Catalogue of Life.